# Esperanto e Chiesa cattolica
Per il suo carattere di organizzazione religiosa attiva in gran parte degli stati del mondo, la Chiesa cattolica ha a più riprese avuto contatti con il movimento esperantista ed è stata protagonista di numerose iniziative relative all'impiego della lingua internazionale esperanto come mezzo di comunicazione e di preghiera.

## Storia
I primi rapporti tra esperanto e Chiesa cattolica sono cominciati già ai primi del Novecento. Il 2 giugno 1906, il gruppo esperantista romano andò in udienza dal pontefice Pio X, che spesso si rivolgeva scherzosamente a monsignor Luigi Giambene, fondatore del gruppo, chiamandolo «monsignor Esperanto».
I rapporti tra Chiesa cattolica ed esperanto si sono poi consolidati a partire dal secondo dopoguerra. Per primo papa Pio XII, nel 1950, in un'udienza generale nella basilica di San Pietro salutò nella loro lingua gli esperantisti ivi convenuti. Un'altra occasione ufficiale di contatto fra il pontefice ed esponenti del movimento esperantista era legata alle udienze private concesse ai partecipanti al Sermone delle Nazioni, tra le cui lingue era presente dal 1949 anche l'esperanto. A partire dalla metà degli anni 1950 la lingua di Zamenhof venne costantemente scelta per aprire e chiudere la manifestazione, con forte valenza simbolica.
Il 19 maggio 1964 una delegazione del consiglio direttivo dell'Unione esperantista cattolica internazionale (IKUE) fu accolta in udienza da papa Paolo VI: questi riconobbe il vigore del movimento esperantista cattolico e l'utilità della lingua internazionale. Nel 1966 l'esperanto fu così ammesso dal pontefice nel novero delle lingue in cui è possibile celebrare la messa e pregare, per quanto la modifica non venne inserita nel canone; nel 1968 fu emanata una conferma scritta ufficiale in merito.
Fu lo stesso Paolo VI, nel 1975, a salutare in piazza San Pietro i convenuti del congresso dell'Unione esperantista cattolica internazionale; in tale occasione si celebrarono messe in esperanto in tutte e quattro le basiliche patriarcali di Roma.

### Le trasmissioni radiofoniche
Contemporaneamente, il Vaticano aveva iniziato ad introdurre progressivamente l'esperanto nelle proprie trasmissioni radiofoniche.
Nell'aprile 1976 si potevano solamente ascoltare alcune frasi in esperanto all'interno di un programma musicale del sabato sera. Grazie a numerose richieste giunte dall'estero, il 2 gennaio 1977 le trasmissioni divennero stabili: ogni domenica, in orario diurno, dieci minuti venivano dedicati alla lingua di Zamenhof. A partire dal 4 gennaio 1979, visto il gradimento degli ascoltatori, fu istituita una seconda trasmissione settimanale riservata alla giornata di giovedì.

### La liturgia in esperanto
Il movimento esperantista cattolico visse una forte delusione nel 1977, quando la Congregazione per il culto divino e la disciplina dei sacramenti dichiarò ufficialmente che l'impiego dell'esperanto nella messa non era concesso. L'utilizzo delle lingue nazionali durante le funzioni liturgiche era stato introdotto dal Concilio Vaticano II, purché i testi avessero lo stesso significato in tutte le lingue; tuttavia, erano sorte difficoltà interpretative circa le condizioni per ottenere l'autorizzazione all'uso di lingue nazionali nella liturgia, e la procedura da seguire per l'autorizzazione. Quanto alla prima questione, si erano registrate le pressioni di varie etnie che aspiravano all'uso liturgico della propria lingua (in particolare, il catalano, il friulano ed il sardo) e criticavano la concessione fatta all'esperanto; quanto alla seconda, nelle traduzioni in varie lingue erano sorte discussioni tra popoli che, pur avendo la stessa lingua, ne facevano un uso diversificato, sicché la santa Sede impose che la traduzione fosse "garantita" dalla competente conferenza episcopale delle singole nazioni. Data la mancanza di una conferenza episcopale competente che ratificasse il testo in esperanto e la sottoponesse all'approvazione finale del Vaticano, risultava tuttavia impossibile ufficializzare il messale tradotto in tale lingua.
In questo periodo l'impiego dell'esperanto nella liturgia veniva comunque concesso, in via eccezionale, caso per caso; nel 1977, ad esempio, papa Paolo VI attraverso un telegramma in latino acconsentì affinché l'arcivescovo di Cracovia, Karol Wojtyła, potesse celebrare la messa in tedesco a Częstochowa, in occasione del congresso dell'Unione esperantista cattolica internazionale. Sfortunatamente, Wojtyla non celebrò, perché dovette presenziare al funerale di Antoni Baraniak, vescovo di Poznań; si scusò per la sua assenza con una lunga lettera in polacco.
La questione si avviò alla risoluzione solo nel 1981, quando il prefetto della Congregazione per il culto divino e la disciplina dei sacramenti dispose che l'esperanto non potesse essere considerato una lingua liturgica, non essendo parlato da un popolo, ma potesse essere utilizzato limitatamente ai congressi esperantisti e per un pubblico di esperantisti. Si richiese inoltre all'Unione esperantista cattolica internazionale di costituire una Commissione Liturgica per approvare in via ufficiale il messale in esperanto; la commissione avrebbe dovuto essere guidata, possibilmente, da un vescovo responsabile, e i testi elaborati sarebbero dovuti essere inviati alla sede apostolica per essere approvati.
Da allora, il permesso di celebrare messe in esperanto è concesso anno per anno, dietro domanda del presidente o segretario di tale commissione contenente un elenco dei congressi previsti; la celebrazione in esperanto richiede inoltre che ne venga preventivamente informato il vescovo del luogo.
L'autorizzazione per l'esperanto fu poi nuovamente concessa, senza limiti di tempo ma con alcune clausole applicative, l'8 novembre 1990, dopo la soluzione dei problemi sopra citati.

### Esperanto o latino?
Negli anni 1970 la lingua latina aveva rapidamente perso il proprio predominio nell'ambito cattolico, grazie alla diffusione extraeuropea della dottrina cattolica e soprattutto all'introduzione dei messali nelle diverse lingue nazionali. Nacque una vivace contrapposizione fra difensori della perpetuazione del latino, stretti attorno alla rivista Latinitas e fortemente contrari all'esperanto, ed esperantisti cattolici dalla rivista Espero katolika, secondo cui l'esperanto poteva aspirare ad un ruolo di lingua internazionale all'interno della Chiesa.

### Gli anni 1980 e 1990

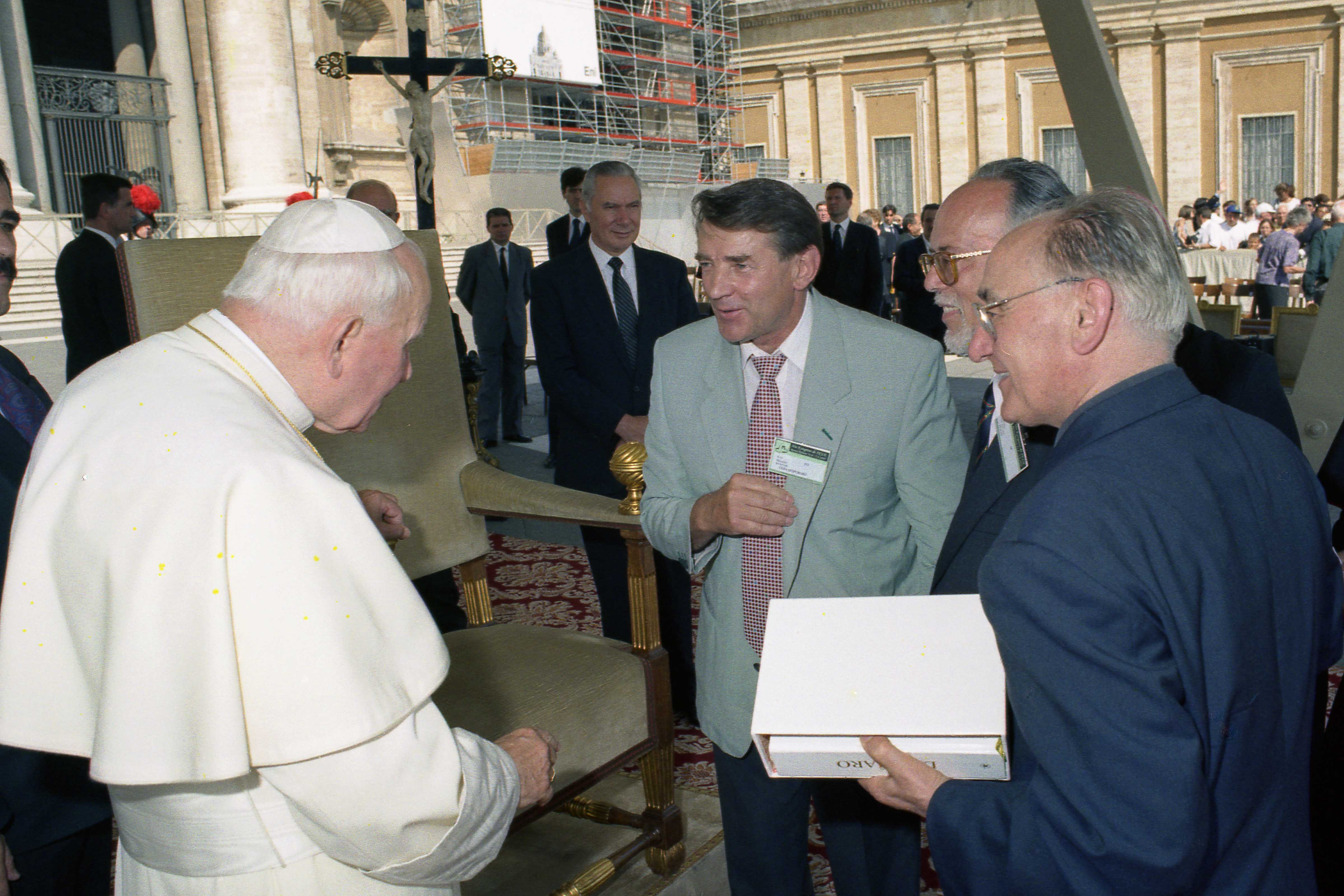
Papa Giovanni Paolo II riceve il messale e il lezionario ufficiali in esperanto. Alla destra del papa i rappresentanti dell'IKUE Miloslav Šváček, Antonio De Salvo (allora presidente dell'IKUE) e Duilio Magnani.

I rapporti fra esperanto e Chiesa cattolica migliorarono nettamente con l'elezione di Karol Wojtyła a papa, con il nome di papa Giovanni Paolo II, il 16 ottobre 1978.
Nel 1982, durante una visita ufficiale a San Marino, Wojtyla benedisse la bandiera dell'Unione esperantista cattolica internazionale; nel 1984 gli esperantisti parteciparono alla campagna lanciata dal papa per il Sahel e al Meeting per l'amicizia fra i popoli di Rimini, che da allora divenne un appuntamento fisso per il movimento.
Nel 1990 fu finalmente approvato il messale in esperanto, seppur riconfermando le restrizioni già espresse per la celebrazione di funzioni religiose nella lingua internazionale. Nel 1992 il Pontificio consiglio per i laici, un dicastero vaticano, riconobbe ufficialmente l'Unione esperantista cattolica internazionale come associazione internazionale di diritto pontificio, approvandone gli statuti; da allora l'UECI è annualmente invitata al Convegno mondiale delle comunità cattoliche.
La domenica di Pasqua del 1994 Wojtyla, a sorpresa, nel corso della cerimonia dei saluti in varie lingue rivolti a piazza San Pietro espresse per la prima volta un saluto in esperanto. Il Papa tornò a parlare esperanto nei saluti di Natale.
(Papa Giovanni Paolo II)
(Papa Giovanni Paolo II)
Da allora i saluti pasquali e natalizi in esperanto sono entrati nella tradizione della Chiesa e sono continuati sotto il pontificato di Joseph Ratzinger.